# Margagiri (Pagelaran)
Margagiri is een bestuurslaag in het regentschap Pandeglang van de provincie Banten, Indonesië. Margagiri telt 4195 inwoners (volkstelling 2010).